# Achatinella pulcherrima
Achatinella pulcherrima es una especie de molusco gasterópodo de la familia Achatinellidae en el orden de los Stylommatophora.

## Distribución geográfica
Es endémica de Oahu del Archipiélago de Hawái.